# Nathan Blake
Nathan Alexander Blake (ur. 27 stycznia 1972 w Cardiff) – walijski piłkarz występujący na pozycji napastnika.

## Kariera klubowa
Blake zawodową karierę rozpoczynał w 1989 roku w zespole Cardiff City z Division Three. W 1990 roku spadł z zespołem do Division Four. W 1992 roku rozpoczął z zespołem starty w lidze Division Three, będącej następcą Division Four jako czwartego poziomu rozgrywek. W 1993 roku awansował z klubem do Division Two.
Na początku 1994 roku Blake trafił do Sheffield United z Premier League. W tym samym roku spadł z nim do Division One. W Sheffield spędził blisko 2 lata.
Pod koniec 1995 roku przeszedł do Boltonu Wanderers z Premier League. Zadebiutował tam 23 grudnia 1995 roku w zremisowanym 2:2 pojedynku z Tottenhamem Hotspur. W 1996 roku spadł z zespołem do Division One, ale w 1997 wrócił z nim do Premier League. W 1998 roku ponownie spadł z Boltonem do Division One.
W październiku tego samego roku Blake przeszedł do Blackburn Rovers z Premier League. Pierwszy ligowy mecz zaliczył tam 31 października 1998 roku przeciwko Wimbledonowi (1:1). W 1999 roku spadł z klubem do Division One, ale w 2001 roku powrócił z nim do Premier League.
We wrześniu 2001 roku za 1,5 miliona funtów został sprzedany do Wolverhamptonu z Division One. Ligowy debiut w jego barwach zanotował 15 września 2001 roku w zremisowanym 2:2 meczu ze Stockport County. W 2003 roku Blake awansował z zespołem do Premier League.
W połowie 2004 roku został graczem klubu Leicester City z Championship. W 2005 roku, od stycznia do lutego przebywał na wypożyczeniu w Leeds United, także grającym w Championship. Potem wrócił do Leicester, z którego odszedł w maju 2005 roku. W 2006 roku podpisał kontrakt z Newport County występującym w Conference. W tym samym roku zakończył karierę.

## Kariera reprezentacyjna
W reprezentacji Walii Blake zadebiutował 9 marca 1994 roku w przegranym 1:3 towarzyskim z Norwegią. W latach 1994–2003 w drużynie narodowej rozegrał w sumie 29 spotkań i zdobył 4 bramki.